# کادنیکوو
کادنیکوو (به لاتین: Kadnikovo) یک منطقهٔ مسکونی در روسیه است که در سرزمین آلتای واقع شده‌است.